# La sirenetta dell'autostrada
La sirenetta dell'autostrada (Die Drei von der Tankstelle) è un film del 1930 diretto da Wilhelm Thiele.

## Trama
Willy, Kurt e Hans, tre amiconi che menano una vita spensierata e gaudente finiscono praticamente senza un soldo, e quando la loro auto si ferma in panne in un tratto di strada dove non c’è neanche un distributore di benzina, decidono, nel tentativo di risanare le proprie finanze, di aprirne uno proprio lì: lo chiamano Kuckuck.
Una giovane donna, Lilian Cossmann, con la sua auto si ferma a più riprese a rifornirsi al Kuckuck, e fa la conoscenza, ad uno ad uno, dei tre uomini, lasciando qualche speranza di un’avventura amorosa in ciascuno di loro: la sua preferenza, ricambiata, alla fine va a Willy. Lilian è la figlia, un poco farfallona, di un console, che sta per sposare in seconde nozze Edith von Turoff, la quale sviluppa amicizia e complicità con la futura figliastra.
I tre uomini, all’insaputa l’uno dell’altro, si recano ad un appuntamento con Lilian, che ha convocato Kurt e Hans - che arrivano per primi e senza particolari speranze - per congedarli, e Willy per presentarlo al padre. Quando Willy arriva i tre si rendono conto di stare mirando alla stessa donna: Willy allora si adira con Lilian per il suo comportamento che giudica eccessivamente da coquette, e decide di lasciarla. Il console assiste alla scena, e comincia a nutrire ammirazione per Willy.
L’incidente ha portato una certa freddezza fra i tre amici, che decidono di chiudere il Kuckuk e di metterlo in vendita. Si presenta allora da loro Edith, a loro sconosciuta, proponendo a Willy di diventare direttore generale della compagnia petrolifera che ha fondato col console. Willy accetta a patto che anche i suoi due amici, coi quali si riconcilia, condividano con lui il prestigioso posto.
Edith ed il console si sposano, e lo stesso giorno si presenta dai tre neo-direttori un’aspirante segretaria: è Lilian. Willy è sempre risentito, tuttavia sottopone l’aspirante segretaria ad una prova di dattilografia: le detta una lettera commerciale, poi la firma, senza rileggerla. Invece di scrivere quanto dettatole, Lilian ha redatto un contratto matrimoniale, che lega a lei l’ormai raddolcito Willy.

## Produzione
Il film fu prodotto dall'Universum-Film AG (UFA) (Berlin). Venne girato a Neubabelsberg.

## Distribuzione
Distribuito dall'Universum Film (UFA), il film fu presentato in prima al Gloria-Palast di Berlino il 15 settembre 1930.

## Remake
Il film ha avuto un remake nel 1955 diretto da Hans Wolff.